# Cry of Fear
Cry of Fear es un videojuego de terror psicológico de supervivencia en primera persona creado por Team Psykskallar. Aunque originalmente era una modificación para el videojuego Half-Life, ahora es un producto independiente disponible en Steam.

## Desarrollo
El desarrollo de Cry of Fear comenzó en 2008. El mod tuvo retrasos varias veces debido a limitaciones de tiempo y, finalmente, lo lanzaron en 2012. Durante los cuatro años de desarrollo de Cry of Fear, los creadores eliminaron y pulieron muchas ideas. Por ejemplo, la linterna del teléfono inicialmente la concibieron para que iluminara el área alrededor del reproductor, pero lo cambiaron para que hiciera lo propio en el área frente al jugador. El sistema de inventario también se redujo de 12 a 6. Al principio, Cry of Fear usó el renderizador Half-Life estándar que luego fue reemplazado por el de Paranoia. Cambiar el renderizador les permitió a los desarrolladores eludir algunos límites impuestos por el renderizador tradicional y agregar nuevos efectos del motor tales como mapeo de relieve de textura, reflexión especular y cajas de desplazamiento en 3D.

## Historia
El jugador controla a Simon Henriksson, un joven de 19 años que se despierta en un callejón desconocido poco después de ser atropellado por un automóvil. El jugador debe navegar por la ciudad resolviendo acertijos y luchando contra monstruos para progresar. El juego cambia entre los niveles de juego normales que representan la ciudad y las áreas circundantes y los niveles de "pesadilla", similares a los encontrados en la serie de juegos Silent Hill.
Cry of Fear presenta muchas mecánicas únicas, como el sistema de inventario limitado, que permite al jugador llevar solo 6 elementos a la vez y no pausa el juego mientras la pantalla de inventario está abierta. Otra mecánica única es la capacidad de manejar objetos de inventario de manera dual, lo que permite el uso de dos armas a la vez, o un arma y una fuente de luz. La combinación de elementos también es posible desde la pantalla de inventario. La salud se recupera mediante el uso de jeringas de morfina, que pueden difuminar la visión del jugador si se usa en exceso. La resistencia se consume a través de acciones extenuantes como correr y saltar, y se puede recuperar descansando o utilizando jeringas de morfina.
Algunos días antes del aniversario de Cry of Fear, Valve lanzó una actualización de Half-Life para compatibilidad con Linux, realizando cambios en las carpetas y el motor. Esta actualización hizo varios modos de Half-Life, incluido Cry of Fear, incompatibles con el juego base. El equipo Psykskallar decidió que, dado que ya no se podía hacer nada por el mod en sí, terminarían una versión independiente. La confusión debida a Valve con respecto al estado de Cry of Fear como freeware hizo que el juego se retrasara hasta el 25 de abril de 2013.